# Soiron
Soiron (en wallon Sweron) est une section de la commune belge de Pepinster située en Région wallonne dans la province de Liège.
C'était une commune à part entière avant la fusion des communes de 1977.
Soiron est l'un des plus beaux villages de Wallonie. 
Le village figure aussi parmi les douze villages repris dans la brochure Villages de caractère éditée par la Province de Liège.

## Géographie

### Situation
Soiron se situe dans la région du Pays de Herve. L'altitude à l'église est de 205 m. Le village est traversé par le ruisseau du Bola, un affluent du Ry de Vaux. La localité avoisine les villages de Xhendelesse, Grand-Rechain, Cornesse, Wegnez, Olne et Nessonvaux.

### Description
La localité compte de nombreuses vieilles maisons de style Renaissance. Le donjon de l'église remonte au début du XIe siècle, avec un clocher du XIVe siècle.
Aujourd'hui le village se compose d'un petit nombre de rues et ruelles, bordées d'anciennes maisons souvent bâties en briques aux encadrements de pierre calcaire. Il reste aussi le château reconstruit au XVIIe siècle et l'ancien lavoir public.

## Évolution démographique
- Sources : INS, Rem. : 1831 jusqu'en 1970 = recensements, 1976 = nombre d'habitants au 31 décembre.

## Histoire

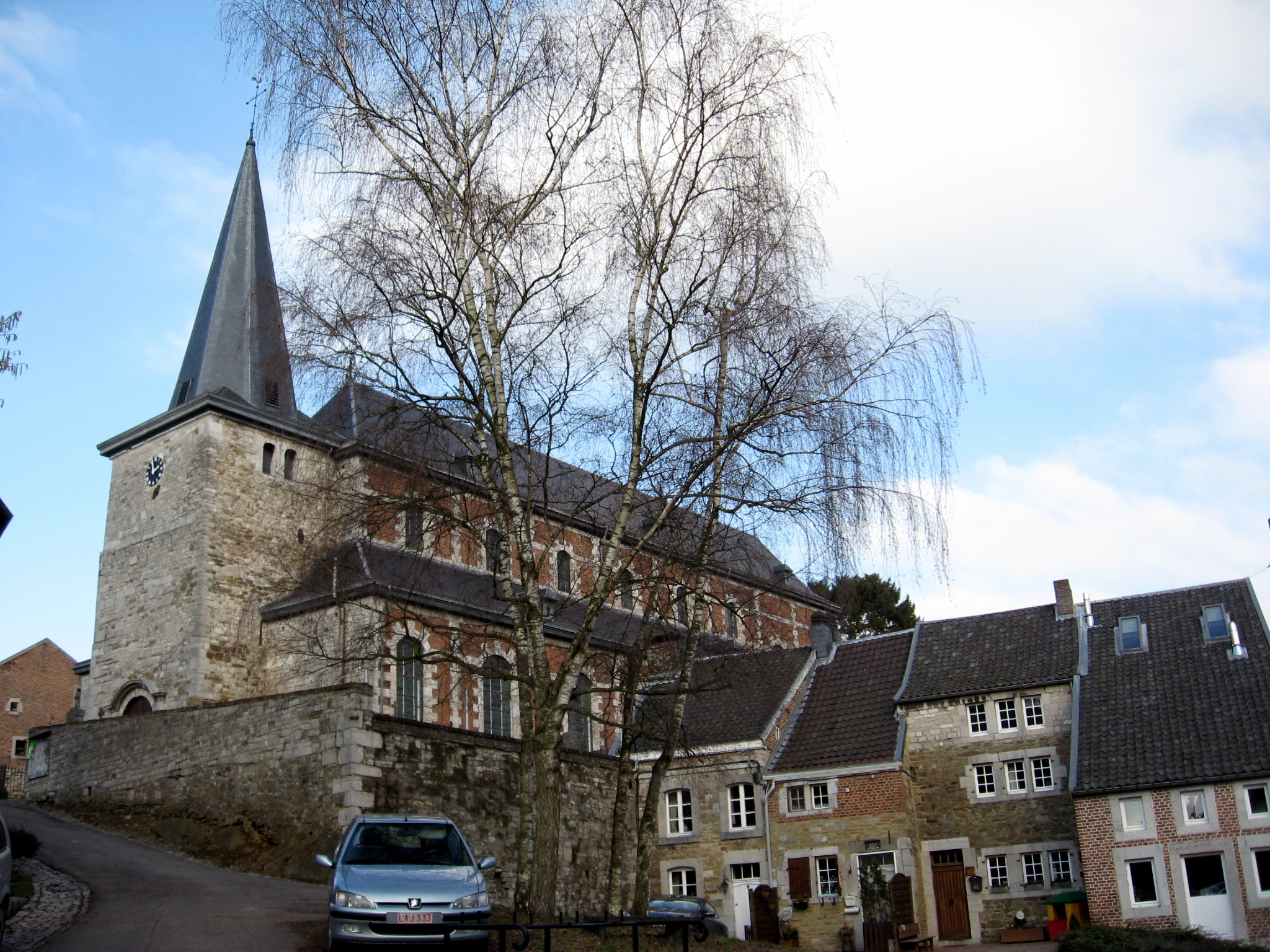
Vue de l'église Saint-Roch à Soiron.

Le village fut fondé le 13 août 1005 comme le village voisin d'Olne par le Chapitre Saint-Adalbert d'Aix qui en reste propriétaire jusqu'en 1802.
Vers 1240, les destinées d'Olne et de Soiron se séparent. Profitant de son titre de haut-avoué, le duc de Limbourg incorpora le domaine de Soiron à son duché, peut-être même avant la cession d'Olne à son rival le duc de Brabant, Olne devenait un premier point d'appui ménagé dans la sphère d'influence limbourgeoise.
Le moulin du Ban de Soiron, à Vaux-sous-Olne était enclavé dans le ban d'Olne. Pour s'y déplacer et donner les sacrements, Olne étant sous régime protestant, le curé de Soiron devait tenir sa soutane entre les dents, et les acolytes tenir les clochettes vers le haut.
En 1692, Soiron fut presque entièrement rayé de la carte par un tremblement de terre. La robuste tour de l'église fut un des rares bâtiments restés debout. 
Le village fait partie de l'association qui regroupe les plus beaux villages de Wallonie.

## Patrimoine et culture

### Patrimoine architectural et sites

#### Patrimoine classé
Les biens suivants figurent sur la liste  du patrimoine immobilier classé de Pepinster :
| Objet | Année de construction / Architecte | Adresse                | Section communale | Coordonnées                      | Numéro d’inventaire | Illustration |
| --- | ---------------------------------- | ---------------------- | ----------------- | -------------------------------- | ------------------- | --- |
| Maison Louis XVI (façades et toitures) |                                    | Soiron-Centre, n°32    | Soiron            | 50° 35′ 33″ nord, 5° 47′ 24″ est | 63058-CLT-0003-01   | Maison Louis XVI (façades et toitures) |
| L'église Saint-Roch, y compris la tour et l'enclos du cimetière |                                    | Soiron-Centre,         | Soiron            | 50° 35′ 33″ nord, 5° 47′ 27″ est | 63058-CLT-0007-01   | L'église Saint-Roch, y compris la tour et l'enclos du cimetière                                                                                     |
| Les tours du château de Soiron |                                    | Rue de Xhendelesse     | Soiron            | 50° 35′ 36″ nord, 5° 47′ 24″ est | 63058-CLT-0008-01   | Les tours du château de Soiron |
| Château de Soiron, (à l'exception des tours classées par arrêté du 30/11/1960) (M) et l'ensemble formé par le château, le parc et les alentours (S) |                                    | Rue de Xhendelesse     | Soiron            | 50° 35′ 37″ nord, 5° 47′ 22″ est | 63058-CLT-0009-01   | Château de Soiron, (à l'exception des tours classées par arrêté du 30/11/1960) (M) et l'ensemble formé par le château, le parc et les alentours (S) |
| Bois du Moraithier (+ HERVE/Grand-Rechain) |                                    |                        | Soiron            | 50° 35′ 35″ nord, 5° 47′ 24″ est | 63058-CLT-0010-01   | Image manquanteTéléverser |
| Maison |                                    | Soiron-Centre, n°30-31 | Soiron            | 50° 35′ 33″ nord, 5° 47′ 25″ est | 63058-CLT-0011-01   | Maison |
| Presbytère |                                    | Soiron-Centre, n°90    | Soiron            | 50° 35′ 27″ nord, 5° 47′ 27″ est | 63058-CLT-0012-01   | Image manquanteTéléverser |
| Parties de l'ancienne ferme sis rue du Centre, n°80 : façade à rue et toiture du n°80 A (ancien n°78), façades et toitures de l'ancien n°79, façades et toitures ainsi que l'escalier et le trottoir pavé à l'avant et à l'arrière de l'ancien n°80 A (M) |                                    | Soiron-Centre, n°80    | Soiron            | 50° 35′ 30″ nord, 5° 47′ 27″ est | 63058-CLT-0017-01   | Image manquanteTéléverser |

Environ 80 autres biens sont repris à l'Inventaire du patrimoine culturel immobilier de la Wallonie.

## Personnalités liées
- Albert Beckers (né en 1956), docteur en médecine et docteur en sciences cliniques belge.
- Albert Faniel (né en 1945), artiste peintre paysagiste, membre de l'École Liégeoise du Paysage.
- Olivier Légipont (1698-1758), historien et bibliographe bénédictin allemand d’origine wallonne.
- Nicolas Garçou (1917-1945), combattant 1940, prisonnier politique, mort à Neuengamme.